# Dècada del 480
La dècada del 480 comprèn el període que va des de l'1 de gener del 480 fins al 31 de desembre del 489.

## Esdeveniments
- Els visigots d'Euric travessen els Pirineus per primera vegada en nom propi i no com a aliats dels romans, sota el comandament del comte Gauteric, i s'expandeixen ràpidament amb la intenció de quedar-se.
- Zenó intenta reunificar l'església oriental i occidental sense èxit
- Clodoveu I lidera un exèrcit que pacifica la regió dels francs. Es considera el fet que marca el naixement de França.
- Teodoric el Gran ataca Constantinoble i l'emperador Zenó aconsegueix dissuadir-lo a canvi dels drets sobre la Diòcesi d'Itàlia en possessió d'Odoacre.

## Personatges destacats
- Teodoric el Gran
- Clodoveu I